# Sorghaghtani Beki

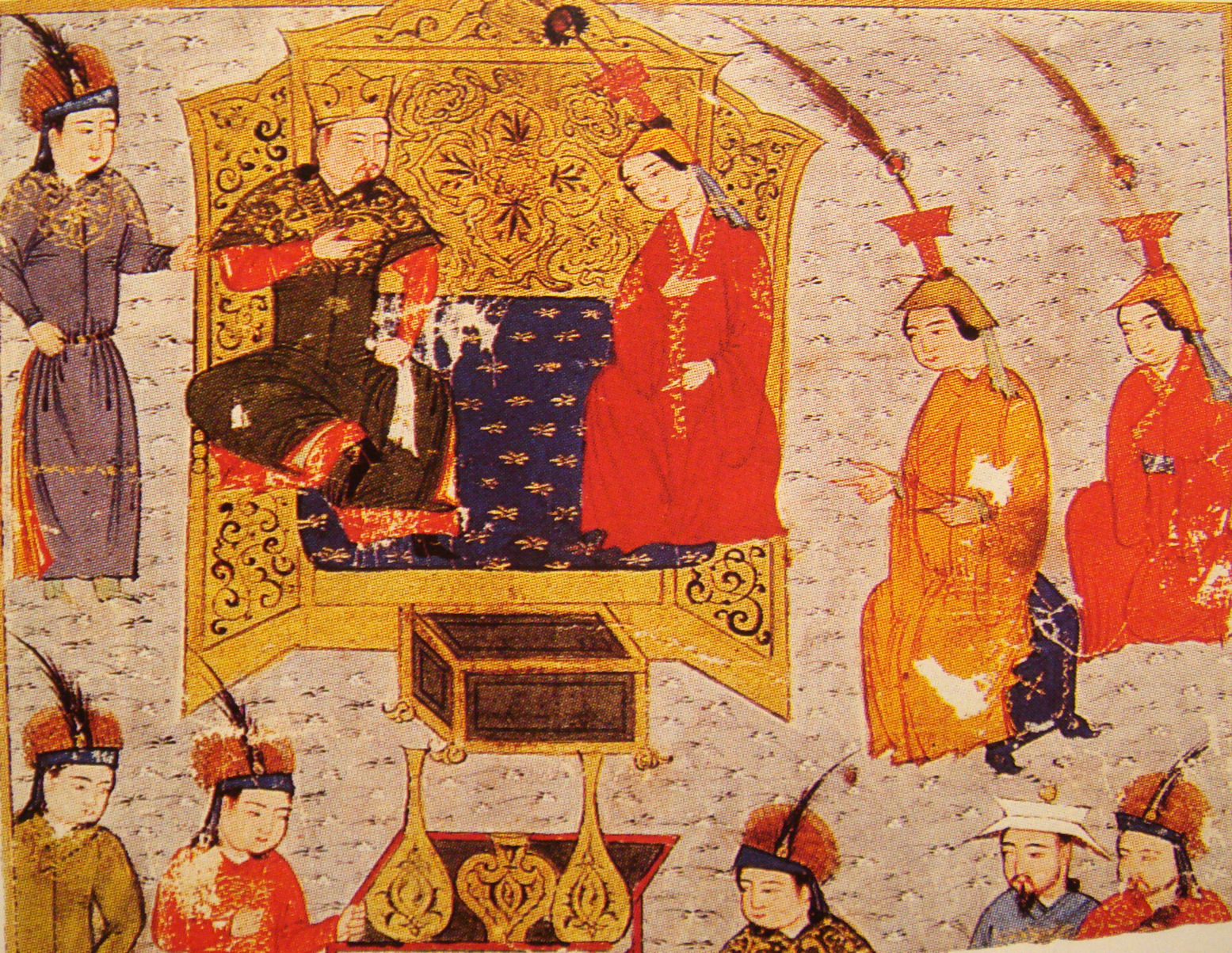
Sorghaghtani Beki met Tolui

Sorghaghtani Beki ook wel Sorghaghtani (overleden 1252), was de vrouw van Tolui, de jongste zoon van Genghis Khan. Ze was van Keiraïtische komaf, volgens Willem van Ruysbroeck de dochter van Ong Khan. De Keiraïten waren een Mongools nomadenvolk dat op dat moment rond het huidige Ulaanbaatar leefde. Haar religieuze overtuiging was die van nestoriaans christen, in tegenstelling tot die van haar schoonfamilie, die voornamelijk sjamanistisch was. Ze voedde haar kinderen ook op met een christelijke interesse. 
Volgens Willem van Ruysbroeck was ze een nicht van Priester Johannes, de legendarische christelijke koning die in Azië woonde en de kruisvaarders zou helpen in hun strijd het heilige land te bevrijden. Ook beweerde hij dat zij een dochter van Ong Khan was, die hij als broer van Priester Johannes meende te herkennen. Ze werd als een goed diplomaat en geslepen politica beschouwd, die op haar kinderen een enorme politieke interesse overbracht. Haar bekendste kinderen waren Möngke, Hulagu, Koeblai en Ariq Boke. Samen met Tolui had ze in ieder geval elf zonen. 
Sorghaghtani Beki's belangrijkste handeling was het smeden van een sterke band tussen de families van Tolui en Jochi tegen de families van Chagatai en Ögedei. Dit deed ze omdat zij haar kinderen de positie van khagan wilde zien bekleden, terwijl dit onmogelijk was zo lang als het haar familie vijandig gezinde huis van Ögedei aan de macht was. Ze zorgde dat de zonen van Jochi, vooral de uiterst machtige Batu zich achter haar schaarde tegen Güyük, de opvolger van Ögedei. Een van de dingen die ze deed om dit te bereiken was het doen uitlekken dat Güyük een aanval op Batu wilde plegen, zodat Batu maatregelen kon treffen. Voordat dit gebeurde stierf Güyük echter onverwachts, sommige middeleeuwse auteurs beweren dat Sorghaghtani Beki hiermee te maken had.
Ze stierf in 1252, maar kreeg na haar dood, in 1310 postuum de titel keizerin, in een ceremonie waar ook een nestoriaanse mis deel van uitmaakte. 